# کومو ماکوانتی
کومو ماکوانتی (گرجی: ქვემო მაკვანეთი) یک روستا در شهرداری ازورگتی ناحیه گوریا در غرب گرجستان است.